# حقيقة غير مريحة (فلم)

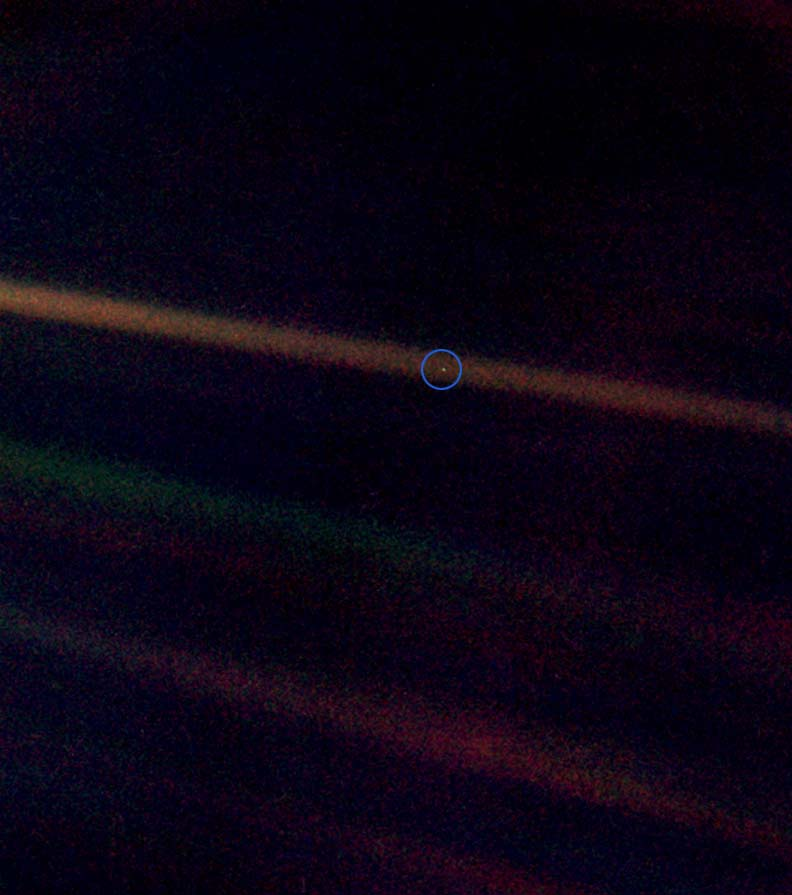
نقطة زرقاء باهتة، صورة التقطتها مركبة فوياجر 1 تبين كوكب الأرض، (الذي يمثل واحد بكسل من الصورة)، على بعد 6,4 مليار كيلومتر، وتم عرضها في الفيلم، يقول جور حولها:«إن تاريخ البشرية يدور في هذا البكسل المجهري، والذي هو منزلنا الوحيد»

حقيقة غير مريحة (بالإنجليزية: An Inconvenient Truth) فيلم وثائقي أمريكي من إنتاج 2006 حائز على جائزة الأوسكار، يلقي الضوء على ظواهر تغير المناخ وبالأخص ظاهرة الاحترار العالمي. الفيلم من إخراج ديفيس غوغنهايم وتقديم النائب السابق لرئيس الولايات المتحدة آل جور. وقامت شركة باراماونت بإنزال نسخة الديفيدي إلى السوق في 21 نوفمبر 2006.
كما رافق الفيلم كتاب بنفس العنوان من تأليف آل جور ويتحدث عن:«حالة الطوارئ العالمية نتيجة الاحترار العالمي وما نستطيع عمله تجاهه»، بلغ المركز الأول في قائمة نيويورك تايمز للكتب اللاقصصية الأكثر رواجا في 2 يوليو و13 أغسطس عام 2006  ومرات أخرى خلال شهور عديدة. . وحاز الفيلم على جائزة الأوسكار لأفضل فيلم وثائقي، وجائزة أحسن أغنية مقدمة أصلية.
عرض الفيلم لأول مرة في مهرجان صاندانس السينمائي ثم عرض بعد ذلك في نيويورك ولوس أنجلوس في 24 مايو 2006 . حصد فيلم حقيقة مزعجة أكثر من 49 مليون دولار أمريكي على مستوى شباك التذاكر (البوكس أوفيس) عبر العالم، وهو ما يجعله خامس فيلم وثائقي يجني أعلى الإيرادات في الولايات المتحدة الأمريكية (منذ سنة 1982 إلى اليوم)، بعد كل من أفلام فهرنهايت 11/9، مسيرة البطريق، الأرض، سيكو.

## ملخص الفيلم
يسلط فيلم حقيقة مزعجة الضوء على آل جور ورحلاته، وذلك دعما لمجهوداته في توعية الجماهير بخطورة الأزمة المناخية، حيث يقول جور:«منذ فترة غير وجيزة وأنا أعمل من أجل تلقين الناس هذه الفكرة ولكن أحس أنني فشلت في تمرير الرسالة».
الطريقة المتبعة في معظم الفيلم هي عرض النقاط (عرض الشرائح، التي سبق لجور عرضها عبر العالم، حيث يتخلل الفيلم بين لحظة وأخرى عرض لما اكتشفه جور من معلومات وتنبؤات حول تغيرات المناخ ومجهوداته في تخطي مشاكله الشخصية، حيث يسرد جور الأحداث التي غيرت نظرته للعالم، ومنها دراسته الأكاديمية لدى خبير المناخ روجر ريفال في جامعة هارفارد، ووفاة أخته نتيجة لمرض سرطان الرئة إضافة إلى الحادث الخطير الذي تعرض له ابنه الصغير.
يقوم جور بعرض مقطع من سلسلة الرسوم المتحركة «فيوتوراما futurama» (جرائم الحرارة) وذلك لشرح ظاهرة الاحتباس الحراري ولإضفاء صبغة فكاهية على الفيلم.
يتحدث جور عن هزيمته أمام جورج دبليو بوش في رئاسيات الولايات المتحدة الأمريكية لسنة 2000 على أنها صدمة قاسية له ولكنها في نفس الوقت أطلعت الجماهير على المهمة التي اضطلع بها كل هذه السنين.
وفيما يخص عرض الشرائح يُعنى جور بإبراز آراء العلماء حول تغير المناخ، وناقش القضايا السياسية والاقتصادية المتعلقة ب الاحترار العالمي، كما يصف النتائج التي يعتقد أنها ستغير العالم تغييرا جذريا، إن لم يقم المجتمع البشري بتخفيض ملموس من حدة غازات الدفيئة وذلك في الأعوام القليلة القادمة.
النقطة الأساسية في الفيلم هي عرض جور لرسم بياني يبين معدل درجات الحرارة السنوية ومعدل غاز ثاني أكسيد الكربون في 650 ألف سنة الماضية، واتخذ في ذلك أنتاركتيكا أنموذجا.
يضم الفيلم مقاطع فيديو الغرض منها دحض النقد الذي يشير إلى أنّ «ظاهرة الاحترار العالمي غير مؤصلة علميا، وحتى لو كان هناك احترار فسوف يكون غير ذا معنى». حيث يناقش جور احتمال انهيار كتل جليدية هائلة في جرينلاند أو في غرب الأنتاركتيكا، وإن انهيار أي من المكانين سيسبب ارتفاعا في مستوى علو ماء البحار والمحيطات بما يقارب 6 أمتار (20 قدم)، وانغمار المناطق الساحلية، والنتيجة أكثر من 100 مليون لاجئ. وكذلك ذوبان جليد جرينلاند سيخفض من درجة ملوحة الماء، كما يمكنه إيقاف التيارات الحارة التي تحافظ على دفء أوروبا الشمالية، وسيولد تجمدا كارثيا هناك.
يحتوي الفيلم على العديد من عروض الأنمي التي توضح ما قد يحصل للحيوانات المعرضة أكثر لخطر تغير المناخ، كالدببة القطبية التي سوف تقطع مسافات كبيرة لتجد اليابسة، وتغرق بمعدل متسارع أكثر نظرا للذوبان المتواصل للجليد مسكن الدببة الفريد.
و ينتهي الفيلم بدعوة جور وتأكيده على أن مبادرة مناسبة تؤخذ في أسرع وقت من شأنها أن تقلل من نتائج الاحترار العالمي وذلك بالتخفيض من انبعاث غازات الدفيئة، وبالتشجير المتواصل لاستهلاك كميات غاز ثاني أكسيد الكربون المنبعثة في الجو، ويدعو جور مشاهديه إلى تعلم الطرق المناسبة التي تسهل عليهم مساعدته في مجهوداته لحماية البيئة.

### الكتاب المرافق
قام جور بتأليف كتاب مرافق يحمل نفس عنوان الفيلم وتم نشره تزامنا مع إطلاق نسخة الفيلم الوثائقي. يحتوي الكتاب على معلومات إضافية، وعلى تحليلات علمية، وكذلك على تعليقات جور على القضايا المعروضة في الفيلم.

### فيلم توضيحي
في سنة 2007 تم إنتاج فيلم وثائقي بعنوان (تحديث مع نائب الرئيس السابق آل جور)، يبرز هذا الوثائقي معلومات إضافية تم توضيحها بعد انتهاء عرض الفيلم، ومن بينها قضية إعصار كاترينا، واستنزاف شعاب مرجانية، والنشاط الزلزالي للجليد في الكتل الجليدية لجرينلاند، وحرائق الغابات، وكذلك انبعاث غاز الميثان المحبوس مصحوبا بذوبان طبقات الجليد.

## ركائز الفيلم العلمية

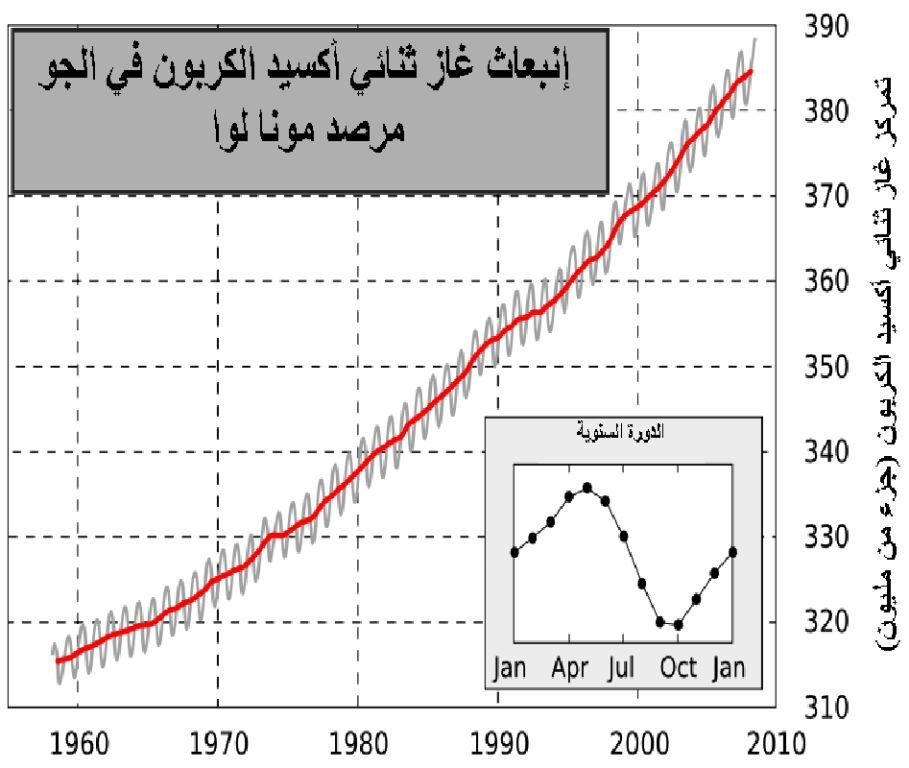
يقوم جور بعرض منحنى كيلنغ، الذي يوضح القيمة الثابتة التي يزيد بها انبعاث غاز ثنائي أكسيد الكربون في الجو وذلك منذ سنة 1958

- انظر أيضا: احترار عالمي. احتباس حراري.

يحاول جور البرهنة على فرضية الاحترار العالمي وأنها أمر واقعي لا مفر منه، سببه الرئيسي هو الإنسان، وعواقبه كارثية إذا لم تتخذ الخطوات اللازمة لتفاديه، ولتأييد فرضيته قام جور بعرض بعض المعطيات من منحنيات ورسومات بيانية ومن ضمنها:
- منحنى كيلنغ، حيث يقيس معدل غاز ثاني أكسيد الكربون من مرصد مونا لوا.
- عرض صور لذوبان العديد من المناطق الجليدية سابقا وحديثا. (انظر انحسار الجليد منذ سنة 1850)
- دراسة قام بها باحثون من معهد العلوم الفيزيائية في جامعة برن ومن المشروع الأوروبي للتنقيب في طبقات جليد الأنتاركتيكا (إنجليزية EPICA) حيث تعرض معلومات عن الجليد في قلب القارة القطبية المتجمدة، وارتفاع نسبة ثنائي غاز الكربون بمعدل لم يشهد له مثيل خلال 650 ألف سنة الماضية.[8]
- سجل درجات الحرارة المأخوذة منذ سنة 1880، تبين أن أسخن عشرة أعوام في الفترة المدروسة، تتركز في الأربعة عشر سنة السابقة.(أي منذ سنة 1990 إلى 2004).
- التحقيق الذي قامت به البروفسور ناومي أوراسكس، يحصي 928 مقال نشرت ما بين 1993 و2003 تتحدث عن تغير المناخ، ونشرت نتيجة ملاحظتها في افتتاحية الدورية العلمية ساينس، وكل مقال من المقالات التي جمعتها إما تدعم الرأي القائل بأن السبب الرئيسي في الاحترار العالمي هو الإنسان أو لا تعلق على ذلك.[9]
- قامت وكالة الأسوشيتد برس بالاتصال ب100 باحث مناخي واستجوبتهم حول مصداقية الفيلم، ولم يشاهد الفيلم إلا 19 باحثا وأكد هؤلاء جميعا أن:«جور نقل البحوث العلمية نقلا صحيحا».[10] في حين أبدى البروفسور بريان سودان قلقا تجاه البث العشوائي لمواضيع لم يتم الاتفاق عليها علميا، حيث صرّح قائلا:«إن استعمل صور من إعصار كاترينا، غير مناسب وغير ضروري لهذا الغرض، لأن هناك العديد من الآثار البينة التي تصاحب ظاهرة الاحترار العالمي والتي تصلح لعرضها لأن هناك اتفاقا حولها». فقد ذكر جور تقرير إمانويل كيري الذي نشر في مجلة نيتشر والذي يؤكد على أن حدة الإعصار الاستوائي تزيد بارتفاع درجة الحرارة في العالم.[11]
- قامت لجنة البيئة والأشغال العمومية في مجلس الشيوخ الأمريكي وعلى رأسها السيناتور الجمهوري جيم إنهولف بنشر نشرة صحفية تنتقد ما ذهبت إليه الأسوسيتد براس".[12] حيث صرح إنهولف:"إن الاحترار العالمي هو أكبر أكذوبة مورست في حق الشعب الأمريكي"[12]
- كتب عالم المناخ إريك ستابف في ريل كليمايت مثنيا على مصداقية الفيلم، حيث وصفه بأنه:"موضوع الفيلم حديث لدرجة مدهشة، ويعتمد على مراجع تعتبر من أحدث ما وصلت إليه البحوث العلمية".".[13]
- كتب مايكل شارمر (وهو عالم وكاتب ومؤسس جمعية الارتياب العلمي (skeptics society)) في جريدة ساينتفك أمريكان أن المحاضرة التي ألقاها جور:"صدمتني وأثارت الشك في نفسي".".[14]

## وصلات خارجية
- مقالات تستعمل روابط فنية بلا صلة مع ويكي بيانات
- حقيقة مزعجة في موقع IMDB.